# ژاک شابان-دلما
ژاک شابان-دلما (فرانسوی: Jacques Chaban-Delmas‎؛ ‏ ۷ مارس ۱۹۱۵ – ۱۰ نوامبر ۲۰۰۰) یک سیاست‌مدار، سرباز، و تنیس‌باز اهل فرانسه بود که از ۲۰ ژوئن ۱۹۶۹ تا ۶ ژوئیه ۱۹۷۲ ۱۵۳مین نخست‌وزیر فرانسه بود. ژاک شابان دلما در ۱۰ نوامبر ۲۰۰۰ در سن ۸۵ سالگی درگذشت.